# Коефіцієнт ущільнення ґрунту
Коефіцієнт ущільнення ґрунту — це відношення щільності сухого ґрунту (скелету ґрунту) на контрольованій ділянці до щільності цього ж ґрунту, що пройшов процедуру стандартного ущільнення в лабораторних умовах. Використовується для оцінки відповідності якості виконаних робіт нормативним вимогам.
Щоб визначити коефіцієнт ущільнення ґрунту на контрольованій ділянці об'єкту будівництва слід визначити такі показники:
- максимальну щільність сухого ґрунту[1] (визначається шляхом процедури стандартного ущільнення в лабораторії);

- щільність вологого ґрунту[2] (зразку, що відбирається на ділянці, що контролюється);

- вологість ґрунту[3], що випробовується.

Щільність (вологого) ґрунту визначається за формулою:
{\displaystyle \rho ={\frac {m}{V}}} [1], де
m — маса зразка ґрунту відібраного методом ріжучого кільця (чи іншим методом);
V — об'єм ріжучого кільця чи інший метод визначення об'єму зразку ґрунту, що випробовується.

Вологість ґрунту визначається за формулою:
{\displaystyle W={\frac {100\cdot (m_{1}-m_{0})}{m_{0}-m}}} [2], де
m — маса порожнього стаканчика з кришкою, г;
m1 — маса вологого ґрунту зі стаканчиком і кришкою, г;
m0 — маса висушеного ґрунту зі стаканчиком і кришкою, г.

Щільність сухого ґрунту (скелету ґрунту) визначається за формулою:
{\displaystyle \rho _{di}={\frac {\rho _{i}}{1+0,01\cdot W}}} [3], де
ρi — щільність зразка ґрунту, г/см3, значення із формули [1];
W — вологість ущільненого зразка ґрунту, %, значення із формули [2].

Коефіцієнт ущільнення ґрунту Кущ визначається за формулою:
Кущ{\displaystyle ={\frac {\rho _{di}}{\rho _{max}}}} [4], де
ρdi — щільність скелету ґрунту, що випробовується, формула [3];
ρmax — максимальна щільність сухого ґрунту, визначається шляхом процедури стандартного ущільнення в лабораторії.